# Slovenská televízia
Slovenská televízia (STV; po polsku Telewizja Słowacka) – słowacki publiczny nadawca telewizyjny.
Slovenská televízia została utworzona 1 lipca 1991 roku jako część Československá televize. Jako samodzielny nadawca działa jednak od 1 stycznia 1993, kiedy to Czechosłowacja została podzielona na dwa państwa, a Československá televize (nadająca od 1953 roku, zaś na terenie Słowacji od 1956 roku) na dwie państwowe telewizje. Do 1 stycznia 2011 STV działała jako samodzielny nadawca po czym wraz z publicznym radiem została częścią Rozhlasu a televízii Slovenska, która to jednostka nadawcza została utworzona w wyniku połączenia słowackiej publicznej radiofonii i telewizji.
STV nadaje dwa kanały telewizyjne: Jednotka (Jedynka) i Dvojka (Dwójka). Przed zmianą nazwy w 2004 roku kanały nazywały się STV1 i STV2. Jednotka jest kanałem, który nadaje 24 godziny na dobę, zaś Dvojka nadaje tylko około 18 godzin na dobę. Oba kanały dostępne są przez cyfrowe nadajniki naziemne (do czerwca 2011 nadawała naziemnie analogowo), telewizję kablową, przez satelitę Astra 3A 23,5° wschód oraz przez internet na oficjalnej stronie STV.
W 2004 roku zmieniło się m.in. logo STV, zmianie uległa też ramówka stacji, ponowna zmiana logo i oprawy graficznej nastąpiła 1 marca 2012 roku.
Od 8 sierpnia 2008 do 30 czerwca 2011 nadawany był też kanał sportowy Trojka, dostępny przez satelitę, sieci kablowe, system DVB-T, analogowy nadajnik średniej mocy w stolicy – Bratysławie, a także przez internet na oficjalnej stronie STV.